# Juan de Álava
Juan de Álava, in basco Joan Alaba (Larrinoa, 1480 – Salamanca, 1537), è stato un architetto spagnolo di origine basca.

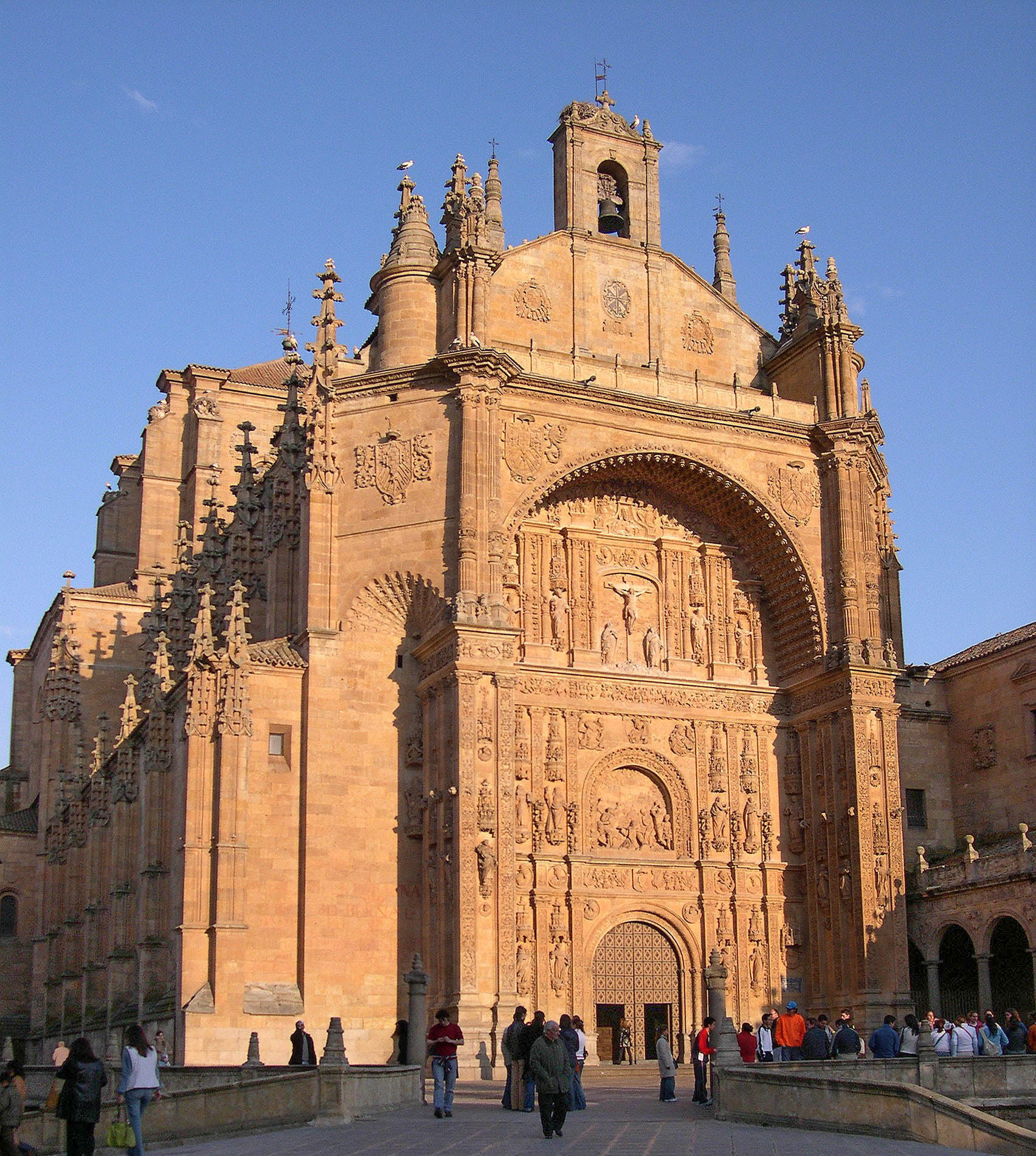
Chiesa di santo Stefano di Salamanca

La sua prima opera è la cappella maggiore della cattedrale di Plasencia, mentre il suo capolavoro è la chiesa di Santo Stefano a Salamanca, iniziata nel 1524: la struttura è gotica, mentre i dettagli sono già interamente rinascimentali.